# 奧古斯丁 (阿拉巴馬州)
奧古斯丁（英語：Augustin）是一個位於美國阿拉巴馬州佩里縣的非建制地區。該地的面積和人口皆未知。

## 地理
奧古斯丁的座標為32°30′22″N 87°06′28″W / 32.50611°N 87.10778°W，而該地的平均海拔高度為48米（即157英尺）。